# Козакевич Еммануїл Генрихович
Козаке́вич Еммануї́л Ге́нрихович (24 лютого 1913, Кременчук — 22 вересня 1962, Москва) — український та єврейський радянський письменник.

## Життєпис
Еммануїл Генрихович Козакевич народився (11) 24 лютого 1913 року в місті Кременчук Полтавської губернії в родині єврейського публіциста Г. Л. Козакевича. У 1930 році він закінчив машинобудівельний технікум у Харкові. Наступного року родина Козакевичів переїхала до Біробіджана (Єврейської автономної області).
Козакевич працював на будівництві бригадиром, інженером і начальником будівництва, а згодом головою радгоспу «Вальдгейм». Він сформував єврейський молодіжний театр, був керівником Біробіджанського державного єврейського театру, головою обласного радіомовлення їдишем. У 1935—1938 роках Еммануїл Козакевич працював у газеті «Біробіджанер штерн», де публікував свої вірші, написані їдишем.
Перша віршована збірка Козакевича «Біробіджанбуд» побачила світ у 1932 році. У 1930-і роки він перекладав театральні спектаклі для єврейського театру та написав для нього п'єсу «Молоко та мед».
У 1938 році Козакевич переїхав до Москви. Під час Другої світової війни служив на фронті у письменницькій роті. Війну закінчив у посаді помічника начальника розвідки армії.
Перша ж повість російською мовою «Зірка» (про Другу світову війну) принесла письменнику широку популярність і Сталінську премію в 1948 році. У 1950 році Козакевичу присуджено ще одну Сталінську премію за роман «Весна на Одері».
Нагороджений орденами і медалями.
Наприкінці життя тяжко хворів, його зокрема лікував відомий лікар-письменник Юлій Крелін.

22 вересня 1962 року письменник Еммануїл Козакевич помер у Москві. Похований на Новодівичому кладовищі.

## Екранізації
- Повість «Зірка» була двічі екранізована:
  - 1949 — Зірка (радянський художній фільм, реж. Олександр Іванов)
  - 2002 — Зірка (російський художній фільм, реж. Микола Лебедєв)
- 1962 — «Двоє в степу» — радянський військовий фільм, екранізація однойменної повісті Еммануїла Казакевича; реж. Анатолій Ефрос
- 1967 — «Весна на Одері» — екранізація однойменного роману (радянський художній фільм, реж. Леон Сааков)